# Vila Vladimíra Čelakovského
Vila Vladimíra Čelakovského je rodinný dům, který stojí v Praze 5-Hlubočepích ve vilové čtvrti Barrandov ve svahu mezi ulicemi Barrandovská a Skalní. Od 25. listopadu 1992 je chráněna jako kulturní památka České republiky.

## Historie
Vilu navrhl a postavil v letech 1932-1933 architekt Vladimír Grégr pro JUDr. Vladimíra Čelakovského.
JUDr. Vladimír Čelakovský (1900-1981) byl synem publicistky Marie Čelakovské, rozené Fáčkové (1876-1951), a Jaromíra Čelakovského, ředitele Zemské banky (1871-1930). Jeho sestrou byla akademická malířka Ludmila (1904-1948) provdaná za Viléma Stanovského, dědem botanik profesor Ladislav Josef Čelakovský (1834-1902) a pradědem básník František Ladislav Čelakovský (1799-1852).

## Popis
Architekta Grégra ovlivnila roku 1927 návštěva výstavy moderního bydlení ve Stuttgartu a zejména dílo Hanse Scharouna.
Dům je postaven ve svažitém terénu, který od ulice Skalní klesá jižně k ulici Barrandovská. Hlavní vstup je z ulice Skalní, kde je stavba přízemní, směrem do zahrady a k ulici Barrandovská je dvoupodlažní. Vila má nepravidelný půdorys - zaoblená západní část se vyhýbá sousední rozměrné Vorlově vile, střední část domu je vysunuta do zahrady, na sníženou východní část navazuje rozlehlá terasa. Obě podlaží prosvětlují široká okna. Částečně zapuštěný balkon v prvním patře je podepřen dvěma sloupci. Vstupní horní patro je spojeno s obytným dolním patrem dvěma šnekovými schodišti. Zaoblená obytná hala je dvoupodlažní s horní galerií, její jižní prosklenou stěnou je výhled na údolí Vltavy. Z haly se vchází do zimní zahrady, která je také ve dvou úrovních a z níž se vchází na krytou terasu. Ve vstupním patře je přímo i přes galerii přístupná reprezentativní jídelna. Ve spodním patře jsou ložnice.
Zajímavosti
Mezi pozemky Čelakovského a Vorlovy vily byla původně průchozí pěšina, která spojovala ulice Barrandovská a Skalní; z této spojky se při Barrandovské ulici dochovalo nástupní betonové schodiště. Od listopadu 2019 je tento průchod obnovován.